# Thyreotropin-Rezeptor
Der Thyreotropin-Rezeptor, auch TSH-Rezeptor genannt, ist ein G-Protein-gekoppelter Rezeptor für Thyreotropin (ein schilddrüsenstimulierendes Hormon) auf den Thyreozyten, deren Aktivität er stimuliert.
Es existieren zwei Signalwege:
1) Über das Gs-Protein und den cAMP-Signalweg wird die Schilddrüsenhormonfreisetzung und das Wachstum der Schilddrüse angeregt.
2) Über das Gq-Protein wird über den Phosphoinositolweg die Hormonproduktion erhöht. Dies wird durch Induktion der Dualen Oxidase (DUOX) und der Thyreoglobulinbiosynthese erreicht.
Auch ohne Bindung mit dem Liganden Thyreotropin hat der Thyreotropin-Rezeptor eine basale Aktivität. Eine Störung der Sulfatierung durch die Proteintyrosin-Sulfotransferase 2 kann zu fehlendem Wachstum und zur Beeinträchtigung der Hormonsynthese der Schilddrüse führen.